# Waltheria tomentosa
Waltheria tomentosa är en malvaväxtart som först beskrevs av J.R. och G. Forster, och fick sitt nu gällande namn av St. John. Waltheria tomentosa ingår i släktet Waltheria och familjen malvaväxter. Inga underarter finns listade i Catalogue of Life.